# هالفکسا
| بررسی انتقادی    | بررسی انتقادی |
| منبع             | رتبه‌بندی      |
| ---------------- | ------------- |
| دراوند این ساوند | ۷/۱۰          |
| دامی             | ۷/۱۰          |
| پیچفورک          | ۷.۸/۱۰        |

هالفکسا (به انگلیسی: Halfaxa) دومین آلبوم استودیویی از هنرمند موسیقی الکترونیک گرایمز می‌باشد که در ۵ اکتبر سال ۲۰۱۰ از سوی آربوتوس رکوردز در کانادا و در مهٔ سال ۲۰۱۱ از سوی  لو رکوردینگز در بریتانیا و سرزمین اصلی اروپا منتشر شد.